# ドロシー・キャンベル
ドロシー・リー・キャンベル（Dorothy Lee Campbell、1883年3月24日 – 1945年3月20日）は、スコットランド出身の女子アマチュアゴルファー。全米、全英および全カナダの女子アマチュア選手権全てに優勝した初めてのゴルファー。 

## 若年期
スコットランド ミッドロージアンのノースベリックで、ウィリアム・スピンク・キャンベル（1833 - 1900）を父に、エミリー・メアリー・ティッパー（1834 - 1923）を母とするゴルフ好きの一家に生まれた。生後18か月の時にはゴルフクラブのスイングをしていたといわれる。数年の後には姉たちと試合をするほどになっていた。変則的なフックグリップから飛距離は短いがストレートな球を打った。後年になり、より標準的な「バードン」グリップを採用した。 
1896年、13歳の時ノースベリック女子ゴルフクラブ (North Berwick Ladies Golf Club) に入会し、他の大人の会員らと普通にプレーした。ノースベリックウェストリンクス (North Berwick West Links) でプロゴルファー ベン・セイヤーズ (Ben Sayers) に師事してゴルフを教えられた。17歳になった1900年の4月30日に父親が死に、一家でしばしば夏休みを過ごしたノースベリックの別荘に母と一緒に引っ越し、1904年まで過ごした。 

## 1909年と1911年の全英女子アマチュア

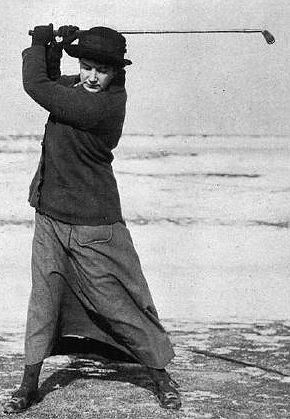
キャンベルのスイング（1912年ごろ）

1909年にロイヤルバークデールで行われた全英女子アマ選手権大会において、キャンベルは第3ラウンドマッチのスコア（11番グリーンで勝利していた）提出を忘れた。LGU（Ladie’s Golf Union、女子ゴルフ協会）により失格とするかどうかの審議が行われたが、結果としてプレーを続けられる裁定を得ることができた。そして最終的にアイルランドのフローレンス・ヘズレットを 4&3 で破って優勝した。この優勝によってアメリカでプレーする招待状をもらったことが彼女の人生を変えることになり、結果的に1910年にはカナダ、その3年後には米国の永住権を取得し、その後米国市民権も得て永住した。母国である英国には単に一時帰国するだけの訪問者になった。 
1911年ポートラッシュにおける全英女子アマではバイオレット・ヘズレット（フローレンス・ヘズレットの妹）を破り優勝した。 

## ゴルフキャリアの成果
米国、英国、カナダ、スコットランドにおいて全部で11のナショナルタイトルを獲得した。最後のタイトルである全米女子アマは1924年、41歳での優勝だった。キャリア中 700 以上の勝利を遂げた。ゴルフライターのコーリン・ファーカーソン (Colin Farquharson) によれば、彼女のショートゲームは「この世のものとは思えない」という。 
メイベル・ストリンガー (Mabel Stringer) の著書では彼女のショートゲームについて、「ドロシーのベストショットは50フィート以下のランニングアプローチだ。小さめのフェースを持つグースネックのマッシー（中距離アイアン、彼女は「トーマス」と名付けていた）をかぶせ気味にしてダウンスイングで打つもので、1926年のオーガスタカントリークラブでは2つのチップインを決め、18ホールの合計パット数が19だった。このパット数はその当時ウォルター・トラビス (Walter Travis) の持っていた記録を2打下回るものだった。また米国のノースアンドサウス選手権 (North and South championship) の決勝では 40 ヤードのアプローチを2回カップインさせて相手を破った」とされている。 

## 結婚と子供
1913年2月11日にオンタリオ州ウェントワースでジャック・V・ハード (Jack V. Hurd) と結婚した。ハードはピッツバーグの鉄鋼業で財を成し、オークモントカントリークラブのメンバーだった。ドロシーは J・V・ハード夫人としてゴルフ競技で何勝もしたが1923年に離婚した。1937年にはエドワード・ハウと再婚したが1943年に離婚。ジャック・ハードとの間に一人の息子（Sigourney V. Hurd、シガニー・V・ハード、1913年 – 1986年）がいる。 
キャリア中、ドロシー・ハード、J.V.ハード婦人、ドロシー・ハウなどいくつかの名前が記録されている。旅行鞄にはドロシー・キャンベル・ハード・ハウと記されていたという。 

## 死
1945年3月20日、鉄道事故で死亡。プラットフォームから転落したところで入線してきた列車に接触した。死亡証明書によればこの時のフルネームはドロシー・リー・ハウとなっており、直接の死因は頭蓋骨骨折と右腕分離だった。

## レガシー
彼女は1978年にカナダのゴルフ殿堂と世界ゴルフ殿堂に選出された。     

## 特筆すべき勝利
- 1905年 スコティッシュ女子選手権[1]
- 1906年 スコティッシュ女子選手権
- 1908年 スコティッシュ女子選手権
- 1909年 全米女子アマチュア選手権 、全英女子アマチュア選手権
- 1910年 全米女子アマ、カナダ女子アマチュア
- 1911年 全英女子アマ 、カナダ女子アマ
- 1912年 カナダ女子アマ
- 1918年 ノースアンドサウス女子アマチュア
- 1920年 ノースアンドサウス女子アマチュア
- 1921年 ノースアンドサウス女子アマチュア
- 1924年 全米女子アマ
- 1938年 全米シニア選手権